# Franz Joseph Müller von Reichenstein
Franz Joseph Müller von Reichenstein (* 1. Juni 1740 in Hermannstadt, Siebenbürgen, oder 4. Oktober 1742 in Poysdorf, Österreich unter der Enns; † 12. Oktober 1825 in Wien) war ein österreichischer Naturwissenschaftler und der Entdecker des Elementes Tellur.

## Herkunft
Seine Eltern waren der siebenbürgische Thesaurariatsrat Joseph von Müller (1708–1768) und dessen Ehefrau Clara Lettner (um 1716–1759).

## Leben und Wirken
Franz Joseph Müller wurde wahrscheinlich 1742 als Sohn von Sebastian Müller und dessen Frau Clara in Poysdorf in Niederösterreich geboren. Als Geburtsort kommen allerdings auch Hermannstadt und Wien infrage. Er studierte in Wien Philosophie, belegte aber auch Vorlesungen im Bereich Mineralogie und Bergbau und ging 1763 zu weiteren Ausbildung in das Bergbauzentrum Schemnitz. 1768 wurde er zum niederungarischen Markscheider ernannt. Bereits im Jahr 1770 wurde er Oberbergmeister und Bergwerksdirektor im Banat. Im Jahr 1775 kam er dann als Bergwerksdirektor und wirklicher Bergrat zu Schwaz nach Tirol, von da kehrte er im Jahr 1778 als Thesaurariatsrat nach Siebenbürgen zurück. Nachdem das Thesaurariat aufgehoben wurde, ernannt man ihn zum Leiter des Siebenbürgischen Münz- und Bergwerksthesauriats.
Da er in Tirol, als auch im Banat und in Siebenbürgen die Staatseinkünfte aus dem Bergbau erhöhen konnte, wurde er im Jahr 1788 zum k. k. wirklichen Gubernialrat ernannt und von Kaiser Joseph in den erbländischen Ritterstand erhoben. 1795 erhielt er das siebenbürgische Indigenat, im Jahr 1798 wurde er mit Beibehaltung seiner Würde bei dem wieder errichteten Thesaurariat in Siebenbürgen zum wirklichen Hofrat befördert und im Jahre 1802 zur Hofstelle nach Wien berufen. Er verblieb dort, bis er 1818 in den Ruhestand verabschiedet wurde. In Anerkennung seiner geleisteten wichtigen Dienste erhielt er das Ritterkreuz des St. Stephan-Ordens, worauf im Jahr 1820 seine Erhebung in den Freiherrnstand erfolgte.
Franz Joseph Müller Freiherr von Reichenstein wurde von Samuel von Brukenthal bei seiner Arbeit gefördert. Von Reichenstein hatte im Jahr 1778 in Tirol den Turmalin entdeckt. Ferner entdeckte er 1782 das Element Tellur, fast gleichzeitig mit Paul Kitaibel (1757–1817). Nach ihm erhielt auch der Hyalith, eine Opalart, von mehreren Mineralogen den Namen „Müllerisches Glas“.

## Familie
Er heiratete im Jahr 1765 Margaretha Hehengarten (* 1. Jänner 1744; † 13. März 1784), eine Tochter des Hofkammerrats Bartholomäus Hehengarten. Das Paar hatte mehrere Kinder:
- Anna (* 1. April 1773) ⚭ 1. Mai 1792 Mathias von Kimerle, königlich siebenbürgischer Thesaurariatsrat und Administrator der Herrschaft Zalathna
- Karl Emerich (* 10. März 1780) ⚭ 16. Oktober 1816 Johanna von Hirling

## Sonstiges
Franz Joseph Müller von Reichenstein wurde 1992 zu seinem 250. Geburtstag mit einer österreichischen Sonderbriefmarke geehrt. 2011 erschien anlässlich des Internationalen Jahres der Chemie eine rumänische Sonderbriefmarke, auf der sein Porträt und die Elektronenkonfiguration von Tellur abgebildet sind.